# 大木雅夫
大木 雅夫（おおき まさお、1931年2月19日 - 2018年10月1日）は、日本の法学者。専門は比較法学・法思想史・法哲学。聖学院大学客員教授。上智大学名誉教授。学位は、法学博士（東京大学・1958年）（学位論文「比較法思想の歴史的展開 -比較法学の根本問題-」）。福島県会津出身。神学者で学校法人聖学院理事長の大木英夫は実兄。末延三次に師事。
2018年10月1日、拡張型心筋症のため死去。87歳没。

## 盗作を指摘
2004年、中央大学法学部教授の木下毅が自著の盗作をしていると指摘。その結果木下の著書は回収された。

## 学歴
- 1953年 東京大学法学部第1類卒業
- 1958年 東京大学大学院社会科学研究科博士課程修了

## 職歴
- 1958年 東京大学法学部助手
- 1959年 立教大学法学部助教授
- 1966年 立教大学法学部教授
- 1970年 上智大学法学部教授
- 2000年 聖学院大学政治経済学部教授・大学院政治政策学研究科長、上智大学名誉教授
- 2011年 聖学院大学大学院政治政策学研究科客員教授

## 学会活動等
- 1988年 比較法学会理事長（-1994年）

## 受賞
- 1994年東京海上各務記念財団優秀著書賞

## 著書

### 単著
- 『日本人の法観念 西洋的法観念との比較』東京大学出版会 1983
- 『比較法講義』東京大学出版会 1992
- 『資本主義法と社会主義法』有斐閣 (上智大学法学叢書) 1992
- 『異文化の法律家』有信堂高文社 1992

### 共編著
- 『多層的ヨーロッパ統合と法』中村民雄 聖学院大学出版会 2008

### 翻訳
- W・リップマン『ヨーロッパの政治と経済』ダイヤモンド社 1963
- K.ツヴァイゲルト,H.ケッツ『比較法概論 私法の領域における　原論』東京大学出版会 1974
- H.シュロッサー『近世私法史要論』有信堂高文社 1993

### 記念論集
- 『比較法学の課題と展望 大木雅夫先生古稀記念』滝澤正編集代表 信山社出版 2002